# Dean (film)
Dean è un film del 2016 diretto ed interpretato da Demetri Martin.

## Distribuzione
Il film è uscito nelle sale cinematografiche statunitensi il 16 aprile 2016.

## Riconoscimenti
- 2016 – Tribeca Film Festival
  - Miglior film